# TCz-1 Awtowo (stacja metra)
Zajezdnia TCz-1 (ros. Электродепо ТЧ-1), zwana też zajezdnią Awtowo (ros. Электродепо А́втово) – jedna z zajezdni, znajdującego się w Petersburgu systemu metra. Obsługuje linię Kirowsko-Wyborską.

## Charakterystyka
Zajezdnia TCz-1 jest najstarszą tego typu bazą postojowo-naprawczą w Petersburgu, otwarta została w grudniu 1955 roku i nosi taką samą nazwę jak jedna z pobliskich stacji metra, Awtowo. Z uwagi na rozbudowę systemu metra w latach sześćdziesiątych i siedemdziesiątych, znajduje się ona między dwiema stacjami, wspomnianym Awtowem i Leninskim prospiektem. TCz-1 posiada bezpośrednie połączenie z zajezdnią TCz-2 Dacznoje. Od 2008 roku pod Awtowo podlega także trzecia zajezdnia tej linii, TCz-4 Siewiernoje. Wraz z sukcesywną rozbudową metra w mieście, Awtowo stawało się zapleczem dla kolejnych linii. W latach 1961–1972, oprócz linii Kirowsko-Wyborskiej, zajezdnia obsługiwała także linię Moskiewsko-Piotrogrodzką, w latach 1967-1979 linię Newsko-Wasileostrowską, a w latach 1985-1986 linię Prawobrzeżną. W latach 1967–1972 stanowiła zaplecze dla trzech linii w tym samym czasie. Tabor naprawczy i specjalistyczne urządzenia zajezdni pochodzą jeszcze z czasów sowieckich, wyprodukowano je przeważnie w latach siedemdziesiątych XX wieku. Awtowo dysponuje kompleksem budynków, na który składają się m.in. stacja naprawcza dla taboru, stacja postojowa, magazyny przechowujące części zamienne i inne elementy techniczne oraz pomieszczenia biurowe.